# Páni z Choustníka

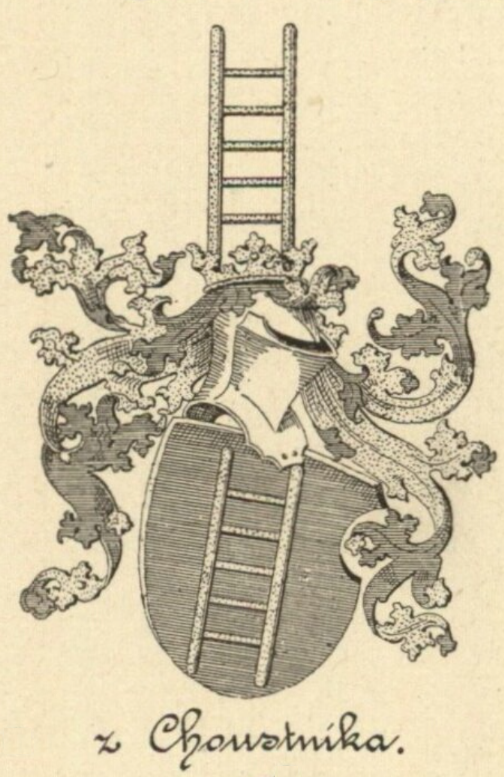
Erb pánů z Choustníka (kresba V. Krále z Dobré Vody)

Páni z Choustníka byli starobylý panský rod.

## Historie
Mezi první ověřené předky patří Sezima, který pobýval v Konstantinopoli a padl roku 1179 v bitvě u Loděnic či Hroznata, jehož syn Beneš nechal postavit hrad Choustník, který záhy změnil majitele, když ho páni z Choustníka prodali Rožmberkům. Členové rodu drželi Chotěboř a Choustníkovo Hradiště. průběhu 14. století vlastnili Dražice, Městec a Miletín. Heřman z Choustníka v letech 1398-1402 působil jako nejvyšší komorník. Jeho bratr Beneš (* 1370) se stal nejvyšším písařem, královským hejtmanem ve Slezsku, král jej pověřoval diplomatickými úkoly až v Itálii. Oba bratři nezanechali potomky a proto rod roku 1410 Benešem vymřel.

## Erb
V modrém štítě šikmo stojí zlatý žebřík. Patří mezi nejstarší erbovní znamení na českém území. 
K původnímu erbu se váže pověst zaznamenaná v Dalimilově kronice. Při obléhání Milána za krále Vladislava II. roku 1158 údajně předek Choustníků jako první zdolal hradby města, za což jej král odměnil tím, že mu do erbu dal žebřík.
Pravděpodobněji se jeví skutečnost, že příslušníci rodu museli za Přemysla II. opustit své statky v Polabí a náhradou si vybudovali hrad Choustník na Táborsku, který dokončili v roce 1282. 

## Příbuzenstvo
Spojili se s Rožďalovci, pány z Opočna a z Dobrušky.